# Siti Beáta
Siti Beáta (Nagykanizsa, 1973. szeptember 23. –) magyar válogatott kézilabdázó. A magyar válogatott színeiben Európa-bajnokságot nyert, illetve olimpiai ezüst- és bronzérmet, valamint világbajnoki ezüstérmet szerzett. Húga, Eszter is válogatott kézilabdázó.

## Pályafutása

### Klubcsapatokban
Nagykanizsán kezdte játékos-pályafutását. A Dunaferrben töltötte el pályafutása legsikeresebb éveit, tagja volt az 1999-ben Bajnokok Ligáját, az 1998-ban EHF-kupát, illetve az 1995-ben Kupagyőztesek Európa-kupáját nyerő dunaújvárosi csapatnak. 2002-ben a dán Ikast, 2005-ben pedig a fehérvári Cornexi Alcoa játékosaként nyert EHF-kupát. A Dunaferrel 1999-ben elhódította az Európai Szuperkupát is, így elmondhatja magáról, hogy hat nemzetközi kupaaranyérmet gyűjtött be három klub színeiben.
A visszavonulását 2006-ban jelentette be, miután egy Dunaferr elleni bajnokin keresztszalag-szakadást szenvedett.

### A válogatottban
A magyar válogatottban 1994 novemberében mutatkozott be egy Macedónia elleni mérkőzésen. Az 1995-ös világbajnokságon ezüstérmet szerzett a csapattal, a magyarok a döntőben Dél-Koreától szenvedett vereséget. Az 1996-os olimpián az elődöntőben újra a dél-koreaiak bizonyultak jobbnak, a norvégok elleni bronzmérkőzést azonban megnyerte a magyar válogatott. Négy évvel később döntőbe jutott az ötkarikás játékokon a válogatottal, ott azonban Dánia legyőzte a magyarokat. A 2000-es Európa-bajnokságon aranyérmes lett a nemzeti csapattal, amelynek színeiben 135 alkalommal lépett pályára és 264 gólt szerzett.

### Edzőként
Visszavonulása után technikai igazgató lett az Alcoa FKC csapatánál. 2011-től másodedzőként dolgozik a válogatott mellett.

## Család
Testvére, Siti Eszter szintén válogatott kézilabdázó volt.

## Sikerei, díjai
- Bajnokok Ligája-győztes: 1998-1999
- Kupagyőztesek Európa-kupája-győztes: 1994-1995
- EHF-kupa-győztes: 1997-1998, 2001-2002, 2004-2005
- EHF-szuperkupa-győztes: 1999
- Magyar bajnok: 1998, 1999
- Magyar Kupa-győztes: 1998, 1999, 2000
- Dán bajnok: 2002
- Dán Kupa-győztes : 2002
- Az év magyar kézilabdázója: 1998, 1999
- Magyar Kézilabdázásért Emlékérem (2020)[9]